# Karoline Kohr
Karolina Katharina Kohr (* 1. April 1996 in Trier) ist eine deutsche Fußballspielerin.

## Karriere
Kohr durchlief verschiedene Jugendmannschaften des TuS Issel und wurde daneben regelmäßig in die Juniorinnen-Auswahlen des Fußballverbands Rheinland berufen; mit der U17-Auswahl nahm sie 2011 und 2012 am Länderpokal teil. Ab der Saison 2012/13 gehörte sie dem Kader der ersten Mannschaft Issels an, die in der drittklassigen Regionalliga Südwest spielte. Am Saisonende 2013/14 wurde sie mit 38 Treffern Torschützenkönigin und gehörte auch in den folgenden beiden Saisonen zu den treffsichersten Spielerinnen der Liga. Zudem gewann sie  mit der Mannschaft zum Saisonende 2014/15 den Rheinlandpokal, wobei sie im Finale den Treffer zum 2:0-Endstand erzielte.
Im Sommer 2016 unterschrieb Kohr einen Vertrag mit dem seinerzeitigen Zweitligisten 1. FC Köln, für den sie am 21. August 2016 in der ersten DFB-Pokal-Runde gegen den TSV Schott Mainz ihr Pflichtspieldebüt gab und bei der 3:4-Niederlage zwei der drei Kölner Treffer erzielte. Eine Woche später folgte beim 5:0-Sieg im Auswärtsspiel gegen den SC Sand II der erste Einsatz in der Staffel Süd der seinerzeit zweigleisigen 2. Bundesliga. Als Zweitplatzierter gelang ihr mit der Mannschaft am Saisonende 2016/17 der Aufstieg in die Bundesliga, da der Meister TSG 1899 Hoffenheim II nicht aufstiegsberechtigt war. Am 3. September 2017 (1. Spieltag) gab sie bei der 0:2-Niederlage im Auswärtsspiel gegen den 1. FFC Frankfurt über die gesamte Spielzeit ihr Bundesligadebüt. Ihr erstes Tor gelang ihr am 5. November 2017 (7. Spieltag) im Heimspiel gegen den FF USV Jena, als sie in der 44. Minute zum 1:0-Endstand traf. Bis zu ihrem Wechsel erzielte Kohr in 92 Erst- oder Zweitligapartien insgesamt 31 Treffer und stieg dreimal mit dem Verein in die Bundesliga auf.
Zur Saison 2021/22 gab der luxemburgische Meister und Champions-League-Teilnehmer RFC Union Luxemburg die Verpflichtung der Stürmerin bekannt. Bis zur Winterpause erzielte sie in elf Punktspielen 28 Tore, davon sieben beim 15:0-Sieg gegen Sporting Bartringen am 2. Spieltag. Diesen Wert überbot Kohr abermals am 16. Spieltag, als sie beim 20:0-Sieg über den Abstiegskandidat CS Fola Esch elf Mal traf. Im Mai 2022 konnte die Stürmerin mit der Mannschaft zwei Spieltage vor Saisonende die vorzeitige Meisterschaft feiern und sie wurde am Ende mit 52 Toren in nur 17 Punktspielen Torschützenkönigin. Auch das Finale um den luxemburgischen Pokal in Hesperingen wurde mit 3:2 gegen den FC Mamer 32 gewonnen, in dem Kohr ein Tor beitrug. Am Saisonende 2022/23 trug sie mit 37 Toren in nur 13 Punktspielen zur wiederholten Meisterschaft, in der ihre Mannschaft ungeschlagen blieb und einzig am 17. September 2022 (1. Spieltag) im Auswärtsspiel gegen den FC Mamer 32 2:2 unentschieden spielte, bei.
In der 1. Qualifikationsrunde – Champions-Weg für die Teilnahme an der UEFA Women’s Champions League 2022/23 im italienischen Turin erzielte sie beim 3:1-Sieg über den estnischen Vertreter Flora Tallin ihre ersten beiden Tore auf internationaler Vereinsebene und schloss mit ihrer Mannschaft als Drittplatzierter ab. Am 3. Spieltag der Saison 2023/24 erzielte Kohr im Ligaspiel gegen die Entente Rosport beim 16:0-Auswärtssieg acht Tore. Am Saisonende wurde sie zum dritten Mal in Folge Meister, Pokalsieger und mit 54 Toren erneut Torschützenkönigin der Dames Ligue 1.
Am 1. Juli 2024 wechselte die Stürmerin zum Ligakonkurrenten Swift Hesperingen. Hier wurde sie in der ersten Saison Vizemeisterin und mit 41 Toren erneut Torschützenkönigin der Dames Ligue 1. In den beiden Spielen gegen die Entente Hosingen/Norden (13:0, 14:1) sowie beim 10:0-Heimsieg über Union Mertert-Wasserbillig traf Kohr jeweils fünffach.

## Erfolge
- Rheinlandpokalsieger 2015
- Meister 2. Bundesliga Süd 2021
- Luxemburgischer Meister 2022, 2023, 2024
- Luxemburgischer Pokalsieger 2022, 2023, 2024

## Auszeichnungen
- Torschützenkönigin der Regionalliga Südwest 2014 (38 Tore)
- Torschützenkönigin der Dames Ligue 1 2021/22 (52 Tore), 2023/24 (54 Tore), 2024/25 (41 Tore)

## Sonstiges
Karoline Kohr, von Beruf Mediengestalterin, stammt aus einer Fußballerfamilie: Ihr Vater Harald (* 1962) bestritt von 1986 bis 1989 insgesamt 86 Bundesligaspiele für den 1. FC Kaiserslautern, ihr Bruder Dominik (* 1994) spielt aktuell beim 1. FSV Mainz 05.